# Microtylostylifer partida
Microtylostylifer partida är en svampdjursart som beskrevs av Dickinson 1945. Microtylostylifer partida ingår i släktet Microtylostylifer och familjen Desmacellidae. Inga underarter finns listade i Catalogue of Life.